# Santo Antônio do Rio Abaixo
Santo Antônio do Rio Abaixo este un oraș în Minas Gerais (MG), Brazilia.